# Liste der Bodendenkmale in Bad Rothenfelde
In der Liste der Bodendenkmale in Bad Rothenfelde sind die Bodendenkmale der niedersächsischen Gemeinde Bad Rothenfelde aufgeführt. Die Quelle ist der Denkmalatlas Niedersachsen.
- Bitte beachten Sie, dass diese Liste keinen Anspruch auf Vollständigkeit erhebt.
- Die Angaben ersetzen nicht die rechtsverbindliche Auskunft der zuständigen Denkmalschutzbehörde.
- Es sind nur Daten aus dem Denkmalatlas verarbeitet.
- Der Stand der Liste ist der 25. Mai 2025.

Bad Rothenfelde im Landkreis Osnabrück

## Allgemein
In den Spalten finden sich folgende Informationen des Bodendenkmales:
| Lage         | geographische Koordinaten                                                           |
| Bezeichnung  | Bezeichnung lt. Denkmalatlas                                                        |
| Beschreibung | Beschreibung lt. Denkmalatlas                                                       |
| ID           | Objekt-ID                                                                           |
| Bild         | Bild, ggf. zusätzlich mit Link zu weiteren Fotos im Medienarchiv Wikimedia Commons. |

## Bad Rothenfelde
| Lage                       | Bezeichnung                     | Beschreibung | ID       | Bild |
| -------------------------- | ------------------------------- | --- | -------- | ---- |
| 52° 7′ 16″ N, 8° 9′ 24″ O  | Bad Rothenfelde 1, Grabhügel    | Durchmesser ca. 27 m und Höhe ca. 1,8 m. Rund. Rand schwach abgesetzt. In der Hügelkuppe eine Eingrabung von 6 m Dm. und 1 m T. In der NW-Flanke eine ältere Eingrabung. | 28948975 | BW   |
| 52° 6′ 46″ N, 8° 10′ 36″ O | Bad Rothenfelde 11, Palsterkamp | Bestand aus einem zweistöckigen, dreiflügeligen Herrenhaus, das mit zwei Türmen versehen war. In einem Turm war seit 1621 eine Kapelle untergebracht, der andere enthielt seit 1625 die Rüstkammer. Ein Turm war quadratisch und besaß sehr festes Mauerwerk, wahrscheinlich der ursprüngliche Bergfried. Der Burg war im Südwesten eine schmale Halbinsel im Gräftensystem vorgelagert, auf der sich vier langgestreckte Bauten befanden, die von kleinen Türmen gesichert wurden. Der Ursprung dieses Rittersitzes ist unsicher. Möglicherweise Verbindung zum früheren Königshof in Dissen. Vermutlich stand vor der Errichtung der Wasserburg durch Johann von Buck in der 1. Hälfte des 15. Jhs. hier bereits ein Steinwerk. Nach Abriss der Burg 1424 bereits wenig später Neuaufbau durch von Buck als rechteckige, mit zwei Türmen bewehrte Wasserburg mit breiten Graften. In den 1780er Jahren niedergelegt. Das heutige Wohnhaus wurde zwischen 1786 und 1790 erbaut. Renovierung 1977. | 28948976 | BW   |